# Coucal faisan
Centropus phasianinus
Espèce
Statut de conservation UICN

 LC  : Préoccupation mineure
Le Coucal faisan (Centropus phasianinus) est une espèce de coucal, oiseau de la famille des Cuculidae. 

## Description
Cet oiseau mesure entre 60 et 80 cm de longueur.

## Reproduction
Les jeunes sont élevés principalement par les mâles. Son plumage nuptial est noir. Il fait son nid dans l'herbe, celui-ci est en forme de coupe.

## Répartition et sous-espèces
Selon la classification de référence du Congrès ornithologique international (15.1, 2025) il se répartit en six sous-espèces :
- C. p. mui Mason & McKean, 1984 — Timor blanchâtre[3] ;
- C. p. propinquus Mayr, 1937 — nord de la Nouvelle-Guinée ;
- C. p. nigricans (Salvadori, 1876) — sud de la Nouvelle-Guinée et îles d'Entrecasteaux ;
- C. p. thierfelderi Stresemann, 1927 — Trans-Fly et îles du détroit de Torres ;
- C. p. melanurus Gould, 1847 — nord de l'Australie ;
- C. p. phasianinus (Latham, 1802) — est du Queensland et not-est de NSW.